# روي بيرنس (فنان)
روي بيرنس (بالإنجليزية: Roy Behrens)‏ هو فنان أمريكي، ولد في 1946.